# Torsionsfelt
Et torsionsfelt er et postuleret fysisk felt, hvori partiklers kvantemekaniske spin kan anvendes til at skabe en transmission af information uden masse og energi gennem vakuum hurtigere end lysets hastighed. Teorien anses som pseudovidenskab og har dannet basis for en række pseudovidenskabelige påstande og direkte svindelnumre.

## Historie
Teorien om torsionsfeltet blev udviklet i Sovjetunionen af en gruppe af fysikere i 1980'erne og var løst baseret på Einstein-Cartan teorien og nogle forskellige løsninger af Maxwells ligninger, men har ikke et solidt grundlag i videnskabelige kendsgerninger. Gruppen var ledet af Anatoly Akimov og Gennady Shipov og begyndte sin forskning under det statsstøttede Center for Utraditionelle Teknologier. Gruppen blev opløst i 1991, da deres forskning blev afsløret som svindel og misbrug af offentlige midler. På trods af at forskningen blev bevist som værende uvederhæftig modtog Akimov og Shipov fra 1992 til 1995 midler fra Ruslands Ministerium for Videnskab og fra 1996 til 1997 fra det russiske forsvarsministerium. Herefter fortsatte programmet som et privat foretagende under navnet Det Internationale Institut for Teoretisk og Anvendt Fysik (UVITOR) og modtog ikke-officielle bevillinger.
Teorien anses i dag for værende udenfor enhver form for videnskabelig fundering og værende i strid med sædvanlig teoretisk fundament. Teorien er imidlertid anvendt til støtte for teorier om rejser med overlyshastighed, ekstrasensorisk perception (ESP), homøopati, levitation, og andre paranormale fænomener, og har været brugt til at give en begrundelse for den påståede virkning af mirakelkure og lignende produkter. 